# Call of Duty
Call of Duty é uma série de jogos eletrônicos de tiro em primeira pessoa e franquia de mídia publicada pela Activision.
O primeiro título da série foi lançado em 2003 exclusivamente para computadores. Mais tarde a série se expandiu para os mais variados sistemas, consoles, portáteis e smartphones. Os três primeiros títulos da série se concentram em jogos ambientados na Segunda Guerra Mundial, apresentando batalhas e acontecimentos históricos daquele período. Com o tempo, a série viu jogos ambientados na Guerra Fria, em tempos atuais, mundos futuristas até o espaço sideral. O título mais recente, Call of Duty: Black Ops 6, foi lançado em 25 de outubro de 2024.
Os jogos da série Call of Duty são publicados pela Activision. Enquanto que o estúdio Infinity Ward ainda é o principal produtor, a Treyarch também já produziu alguns títulos onde a história está interligada entre eles. Alguns jogos já foram produzidos pela Gray Matter Interactive, Nokia, Exakt Entertainment, Spark Unlimited, Amaze Entertainment, n-Space, Aspyr, Rebellion Developments, Ideaworks Game Studio, Sledgehammer Games, Raven Software e nStigate Games.
Em janeiro de 2016, já tinham sido vendidas mais de 250 milhões de cópias de jogos Call of Duty. Em particular, Call of Duty: Black Ops foi o jogo mais vendido da série, com um total de 30.5 milhões de cópias vendidas, sendo superado pelo reboot de 2019, Call of Duty: Modern Warfare. De acordo com a Activision, as vendas dos jogos Call of Duty já ultrapassaram os US$15 bilhões. Em abril de 2021, a série já havia vendido mais de 400 milhões de cópias. Os primeiros jogos da série foram lançados com aclamação universal, com elogios em maior parte direcionados a história, enredo, e o seu modo multijogador estabelecido, mas vários dos títulos recentes receberam críticas mistas, com elogios a evolução da jogabilidade e gráficos da série, enquanto que algumas críticas foram direcionadas a sua repetitividade anual, skins para o modo multijogador, microtransações e hackers em seus sistemas online.
Outros produtos da série incluem figuras criadas pela Plan-B Toys, um jogo de cartas da Upper Deck Company, Mega bloks pela Mega Brands e uma mini-série de banda desenhada publicada pela WildStorm Productions. Em Novembro de 2015 a Activision Blizzard anunciou uma nova divisão, a Activision Blizzard Studios, focada na criação de filmes e séries televisivas originais incluindo "uma série de filmes Call of Duty com a possibilidade de existirem adaptações televisivas." Em 2014 a Guiness World Records considerou Call of Duty a mais rentável série de jogos eletrônicos de todos os tempos, à frente de outras muito populares como Grand Theft Auto, Pokémon, Halo, Super Mario e The Elder Scrolls. É também a franquia de videogame de maior sucesso criada nos Estados Unidos e a terceira franquia de videogame mais vendida de todos os tempos.

## História

### Temática

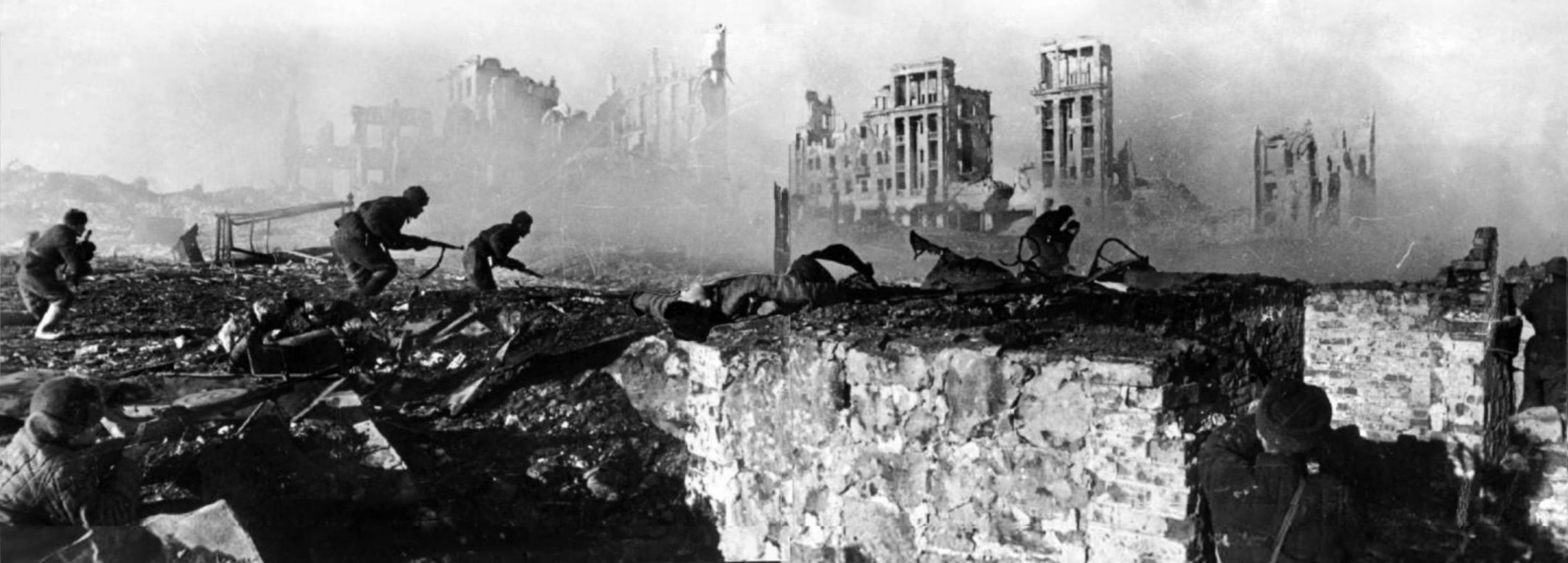
O primeiro título da franquia se concentra na ambientação de vários eventos conhecidos que marcaram o período da Segunda Guerra Mundial. Dentre os eventos retratados, destaca-se a Batalha de Stalingrado, inspirada no filme Enemy at the Gates.

Os três primeiros jogos da série desde Call of Duty de 2003 até Call of Duty 3 de 2006 são ambientados na Segunda Guerra Mundial e são baseados em fatos históricos, alguns muito conhecidos como a defesa do território russo por parte do Exército Vermelho e a Batalha da Normandia, recriando as batalhas mais importantes do conflito. O quinto jogo, Call of Duty: World at War, o primeiro da linha do tempo da história de Black Ops, regressa ao cenário da Segunda Guerra Mundial. As principais características de World at War são estar focado principalmente nos conflitos que ocorreram no Oceano Pacífico entre os Estados Unidos e o Império do Japão (que só haviam sido representados em Medal of Honor: Rising Sun e Medal of Honor: Pacific Assault) e o realismo implementado nas batalhas, que acrescenta a jogabilidade clássica da série, com mais sangue nos impactos de bala, amputações, incinerações, e em geral uma temática mais crua e realista da guerra.
Call of Duty: Black Ops representa pela primeira vez na série a Guerra Fria, sendo uma sequência direta de Call of Duty: World at War ao mostrar personagens já conhecidos, entre eles, Dimitri Petrenko e Viktor Reznov, este último, tendo um papel significativo no jogo por ser um dos personagens principais.
Dois jogos da série principal saem das guerras históricas baseadas em fatos reais e criam guerras modernas fictícias que tentam refletir o caráter dos conflitos modernos. A mudança radical ocorre no quarto título da série principal, Call of Duty 4: Modern Warfare, que tem como cenários a Europa Oriental e o Oriente Médio onde o jogador encarna membros do Serviço Aéreo Especial britânico (SAS) e do Corpo de Fuzileiros Navais americanos. Nesses cenários o jogador enfrentará grupos rebeldes do Oriente Médio e ultranacionalistas russos. Call of Duty: Modern Warfare 2 segue os acontecimentos de seu antecessor, seguindo os cenários na Europa Oriental, Oriente Médio, Brasil e Estados Unidos, e segue com soldados dos Rangers americanos e ex-membros do Serviço Aéreo Especial britânico, que passam a ser chamados de "Task Force 141", no início de um hipotético conflito bélico entre Estados Unidos e Rússia.

### Elementos históricos
Assim como seu antigo concorrente, Medal of Honor, os cenários dos primeiros títulos da série Call of Duty, suas expansões e spin-offs são centrados em batalhas históricas da Segunda Guerra Mundial, com o jogador na maioria das vezes controlando um soldado pertencente as Forças Aliadas. Exemplos claros são: a Batalha de Stalingrado (Call of Duty, Call of Duty: Finest Hour e Call of Duty 2), a Batalha da Normandia e Falaise (Call of Duty 3), a Batalha das Ardenas na Bélgica (Call of Duty: United Offensive), a Segunda Batalha de El Alamein no Egito (Call of Duty 2), a Operação Husky (Call of Duty 2: Big Red One), Operação Market Garden, a batalha do Rio Escalda e a Operação Varsity (Call of Duty: Roads to Victory), entre outras.
Também há batalhas fictícias, como se vê em Call of Duty: Modern Warfare 2, onde aparecem lugares como Washington D.C., Cazaquistão, Rio de Janeiro, Afeganistão, entre outros, onde se recriam batalhas modernas fictícias em um possível conflito entre Estados Unidos e Rússia.
Por último, Call of Duty: Black Ops mostra operações que fizeram parte da Guerra Fria, apresentando a ambientação da década de 1960, operações secretas e guerras por procuração, tendo locais como Laos e Vietnã do Sul (Guerra do Vietnã), Estados Unidos, União Soviética, Cuba e o Ártico.

## Série principal

### "Segunda Guerra Mundial"

#### Call of Duty
Call of Duty é um videojogo baseado no motor Quake III Arena engine (id Tech 3), foi o primeiro título da série lançado em outubro de 2003 exclusivamente para PC, marcando a criação da franquia. Foi produzido pela Infinity Ward e publicado pela Activision. O jogo simula a infantaria e as forças combinadas da Segunda Guerra Mundial na perspectiva de três países Aliados.

#### Call of Duty 2
Call of Duty 2 é a sequência do aclamado Call of Duty. Foi produzido pela Infinity Ward e publicado pela Activision. A ação também decorre na Segunda Guerra Mundial e novamente se foca através da perspectiva de três países Aliados. Foi lançado em outubro de 2005 para PC, em Novembro de 2005 para Xbox 360, em Junho de 2006 para Mac OS X. Foram feitas outras versões móveis.

#### Call of Duty 3
Call of Duty 3 é o terceiro jogo da série Call of Duty. Lançado em Novembro de 2006, o jogo foi produzido pela Treyarch, o primeiro Call of Duty que não teve produção da Infinity Ward. O enredo foi o primeiro a abordar de forma cinematográfica a história dos personagens, bem como se concentrar em somente um evento específico da guerra envolvendo quatro países aliados. Foi também o primeiro e único título principal a não ser lançado para PC, sendo exclusivo para consoles.

#### Call of Duty: World at War
Call of Duty: World at War foi produzido pela Treyarch e publicado pela Activision em 2008. Mesmo sendo um jogo ambientado na Segunda Guerra Mundial, também faz parte da linha do tempo Black Ops, já que serve com prólogo para Call of Duty: Black Ops de 2010. World at War regressa ao cenário histórico da Segunda Guerra Mundial, abordando a Guerra do Pacífico e a Frente Oriental. Em Junho de 2009, Call of Duty: World at War já tinha vendido mais de 11 milhões de cópias.

#### Call of Duty: WWII
Call of Duty: WWII é o décimo quarto título principal da franquia. Trouxe de volta a temática da Segunda Guerra Mundial na perspectiva de um esquadrão de soldados americanos. Foi produzido pela Sledgehammer Games e lançado dia 3 de novembro de 2017.

#### Call of Duty: Vanguard
Call of Duty: Vanguard é o décimo oitavo jogo da série. Foi desenvolvido pela Sledgehammer Games, com a Treyarch desenvolvendo o modo Zombies do jogo. Foi lançado em 5 de novembro de 2021 para PC, PlayStation 4, PlayStation 5, Xbox One e Xbox Series X/S. O enredo fictício retrata o nascimento das forças especiais para enfrentar a ameaça emergente do Quarto Reich no final da Segunda Guerra Mundial. A história de cada protagonista é contada em flashbacks durante várias frentes da guerra, incluindo o Pacífico. Entre os eventos retratados incluem os desembarques aerotransportados do Dia D, a Batalha de Stalingrado, a Batalha de Midway, a Batalha de Bougainville e a Batalha de El Alamein.

### "Modern Warfare"

#### Call of Duty 4: Modern Warfare
Call of Duty 4: Modern Warfare é o quarto jogo da série principal, produzido pela Infinity Ward. Foi o primeiro jogo da série que não tem como cenário a Segunda Guerra Mundial, mas sim os combates modernos. Em maio de 2009, Call of Duty 4: Modern Warfare já tinha vendido mais de 13 milhões de cópias.

#### Call of Duty: Modern Warfare 2
Call of Duty: Modern Warfare 2é o sexto jogo principal da série. É uma sequência direta de Call of Duty 4: Modern Warfare. Foi produzido pela Infinity Ward e publicado pela Activision.

#### Call of Duty: Modern Warfare 3
Call of Duty: Modern Warfare 3 foi desenvolvido pela Infinity Ward e pela Sledgehammer Games com a assistência da Raven Software. É o sétimo jogo da série Call of Duty e o terceiro e último da saga Modern Warfare original, sendo uma sequela direta de Modern Warfare 2. A Sledgehammer Games, apontou para um jogo "livre de erros" ("bug free" em inglês) pela primeira vez na série, estabelecendo assim uma meta para as pontuações de crítica do site Metacritic acima de 95%. É também o primeiro jogo da série a ter suporte para jogadores daltónicos.

### "Black Ops"

#### Call of Duty: Black Ops
Call of Duty: Black Ops produzido pela Treyarch e publicado pela Activision em 2010. O sétimo titulo Call of Duty, e o terceiro da série criada pela Treyarch, Black Ops é o primeiro jogo da série que decorre na Guerra Fria e em parte durante a Guerra do Vietname.

#### Call of Duty: Black Ops II
Call of Duty: Black Ops II foi anunciado oficialmente a 1 de Maio de 2012. Black Ops II é o primeiro Call of Duty que tem como cenário um ambiente de ficção cientifica com armas futuristas.

#### Call of Duty: Black Ops III
Call of Duty: Black Ops III é um videojogo de 2015 do género first-person shooter, produzido pela Treyarch e publicado pela Activision. É o décimo segundo jogo principal da série Call of Duty e o terceiro do arco de história Black Ops. A 9 de Abril de 2015 a Activision lançou a campanha #backinblack, revelando mais tarde em várias plataformas oficiais que um novo Black Ops estava em produção. Black Ops III foi então formalmente mostrado a 26 de Abril de 2015 com data de lançamento prevista  para 6 de Novembro de 2015 para Microsoft Windows, PlayStation 4 e Xbox One.
De acordo com a descrição, Call of Duty: Black Ops III "atira os jogadores para um futuro negro e distorcido em que uma nova raça de soldados Black Ops emerge". O jogo terá o regresso do modo ‘Zombies’.

#### Call of Duty: Black Ops IV
Call of Duty: Black Ops 4 foi anunciado no dia 17 de Maio de 2018, não atendendo a expectativa dos fãs que rondava uma contextualização histórica de um presente ou passado, esse título está localizado alguns anos antes dos acontecimentos de seu antecessor (Black Ops III). Esse é o primeiro da franquia a não possuir modo história, entretanto apresenta seu modo análogo ao Battle Royale chamado de Blackout.
Esse game inicialmente possui 3 mapas de zombies, IX, Voyage of Despair e Blood of the Dead, (esse que é um remaster da Mob of the dead, mas conta com uma história diferente). Por se passar em um universo paralelo, o lore desse modo conta com personagens diferentes dos clássicos.

#### Call of Duty: Black Ops Cold War
Call of Duty: Black Ops Cold War foi brevemente anunciado em 19 de Agosto de 2020, após a resolução de diversas cifras espalhadas pelo mapa de Call of Duty: Warzone. Foi desenvolvido conjuntamente pela Treyarch e Raven Software, com revelação mundial marcada para dia 26 de Agosto de 2020. Foi lançado em 13 de novembro de 2020.

#### Call of Duty: Black Ops 6
Call of Duty: Black Ops 6 é um jogo de tiro em primeira pessoa desenvolvido pela Treyarch e Raven Software e publicado pela Activision. É a sétima entrada principal da subsérie Black Ops e a vigésima primeira parcela da série geral Call of Duty, servindo como uma sequência de Call of Duty: Black Ops Cold War (2020).

#### Call of Duty: Black Ops 7
Call of Duty: Black Ops 7 é o 22º grande trabalho da série. Ele será desenvolvido pela Treyarch, bem como, potencialmente, pela Raven Software, e foi revelado pela primeira vez por meio de um teaser trailer em 8 de junho de 2025.

### Títulos autônomos

#### Call of Duty: Ghosts
Call of Duty: Ghosts é o décimo jogo da série, produzido pela Infinity Ward. Foi lançado em Novembro de 2013.

#### Call of Duty: Advanced Warfare
Call of Duty: Advanced Warfare é um videojogo do género tiro em primeira pessoa (first-person shooter) produzido pela Sledgehammer Games e publicado pela Activision (Square Enix no Japão). É o décimo primeiro jogo principal da série Call of Duty e o primeiro a ser produzido principalmente pela Sledgehammer Games. Foi lançado para Microsoft Windows, PlayStation 4, Xbox One, Xbox 360 e PlayStation 3 no dia 4 de Novembro de 2014. Tal como Black Ops II e Black Ops III, Advanced Warfare tem um cenário e armas futuristas e apresenta o actor Kevin Spacey com o antagonista do jogo.

#### Call of Duty: Infinite Warfare
Call of Duty: Infinite Warfare é o décimo terceiro titulo série desenvolvido pela Infinity Ward, e publicado pela Activision. O jogo foi lançado em 4 de novembro de 2016.

## Títulos exclusivos para consoles

### Call of Duty: Finest Hour
Call of Duty: Finest Hour foi o primeiro jogo para console da série Call of Duty. Foi lançado para GameCube, PlayStation 2 e Xbox. As versões para PlayStation 2 e Xbox incluíam um modo online que suportava até 32 jogadores.

### Call of Duty 2: Big Red One
Call of Duty 2: Big Red One é um spin-off de Call of Duty 2. Foi o primeiro título da série produzido pela Treyarch. Foi lançado para GameCube, PlayStation 2 e Xbox.

### Call of Duty: World at War – Final Fronts
Call of Duty: World at War – Final Fronts é uma versão de PlayStation 2 de Call of Duty: World at War. Foi desenvolvido pela Rebellion Developments. Foi o último título da série a ser lançado para o PlayStation 2.

## Títulos para portáteis

### Call of Duty: Roads to Victory
Call of Duty: Roads to Victory é um jogo para PSP.

### Call of Duty: Modern Warfare: Mobilized
Call of Duty: Modern Warfare: Mobilized é um jogo para Nintendo DS que serve como acompanhante de Modern Warfare 2. Desenvolvido pela n-Space.

### Call of Duty: Black Ops DS
Call of Duty: Black Ops é um jogo para Nintendo DS que serve como acompanhante de Black Ops. Desenvolvido pela n-Space.

### Call of Duty: Black Ops: Declassified
Call of Duty: Black Ops: Declassified é um titulo que foi produzido exclusivamente para PlayStation Vita.

## Títulos móveis

### Call of Duty: Zombies 1 & 2
Call of Duty: Zombies foi desenvolvido pela Ideaworks Game Studio e publicado pela Activision para iPhone OS. É um spin-off da série Call of Duty e baseado no modo "Nazi Zombies" de Call of Duty: World at War.

### Call of Duty: Strike Team
Call of Duty: Strike Team é um jogo desenvolvido pela Blast Furnace e publicado pela Activision para iOS em Setembro de 2013. Foi mais tarde disponibilizado para o sistema operativo Android.

### Call of Duty: Heroes
Call of Duty: Heroes é um jogo de estratégia free-to-play em 3D. Heroes apresenta os personagens das séries Modern Warfare e Black Ops, incluindo Captain Price, Soap MacTavish e Mike Harper, entre outros. O jogador tem de melhorar as suas bases e lutar contra outras pessoas em batalhas online. Foi produzido pelo estúdio chinês Faceroll e lançado em 2014 para iOS e Android.

### Call of Duty: Mobile
Call of Duty: Mobile é o título móvel da franquia para iOS e Android desenvolvido pela Tencent Games e TiMi Studios. Ele foi lançado em 1º de outubro de 2019. Anteriormente, foi anunciado pela primeira vez em 18 de março de 2019, na Game Developers Conference do ano. Desde outubro 4 de 2019, o jogo ultrapassou mais de 35 milhões de downloads em todo o mundo.

### Call of Duty: Warzone Mobile
Call of Duty: Warzone Mobile é um  jogo de tiro em primeira pessoa para celular desenvolvido e publicado pela Activision, o jogo foi lançando para iOS e Android em 21 de março de 2024. 

## Títulos online

### Call of Duty Online
Call of Duty Online (ou abreviado como CoD Online), foi anunciado pela Activision em 2011, quando a companhia afirmou o seu interesse em criar um jogo massively multiplayer online (MMO). CoD Online é um jogo free-to-play licenciado e exclusivo, que só pode ser jogado na China. É oferecido pela Tencent, uma rede chinesa para jogos MMO e redes sociais. Desde que a Activision perdeu os seus direitos de publicação de CoD e de outras séries na China devido a uma disputa legal em muitas das consolas ocidentais (Xbox 360, PlayStation 3 e Wii), tem sido referido que o jogo é exclusivo para PC (na plataforma Microsoft Windows), visto que os PC representam a grande parte dos jogadores naquele território.
O CEO da Activision Blizzard (AB), Bobby Kotick, expressou interesse e em planos para investir em CoD Online. Afirmou que o jogo pode ser um sucesso financeiro para a AB, isto se o jogo for apoiado por microtransacções. CoD Online permanece exclusivo para a China, e que dependendo do seu sucesso, poderá ser expandido globalmente.

### Call of Duty: Warzone
Call of Duty: Warzone é um jogo online Battle Royale anunciado pela Raven Software e lançado pela Activision. O jogo foi lançado em 10 de março de 2020, como parte de Modern Warfare (2019) e, posteriormente, Black Ops Cold War após o lançamento deste último em novembro de 2020. Warzone tornou-se o título battle royale autônomo mais tarde em 2020 e continuamente atualizado com atualizações sazonais e exclusivas. A Activision anunciou que este jogo terá uma versão móvel em algum momento no futuro. Sua sequência, Call of Duty: Warzone 2.0, foi lançada em 16 de novembro de 2022 e vem sendo atualizada desde então.

## Títulos cancelados

### Call of Duty: Combined Forces
Call of Duty: Combined Forces era para ser uma sequela ou expansão para Call of Duty: Finest Hour.

### Call of Duty: Devil's Brigade
Call of Duty: Devil's Brigade foi um first person shooter cancelado para Xbox 360, produzido pela Underground Entertainment.

### Call of Duty: Vietnam
Call of Duty: Vietnam foi um jogo na terceira pessoa que tinha a Guerra do Vietname como ambiente. Esteve em produção durante seis a oito meses na Sledgehammer Games. A produção parou porque a Infinity Ward necessitou de ajuda para acabar Call of Duty: Modern Warfare 3.

## Outra média

### Banda desenhada
Modern Warfare 2: Ghost é uma série de seis livros de banda desenhada. A história foca-se no passado do personagem Simon "Ghost" Riley de Call of Duty: Modern Warfare 2. Foi publicada pela WildStorm e o primeiro livro lançado em Novembro de 2009, ao mesmo tempo que o jogo.

### Colecionáveis
O jogo de cartas Call of Duty Real-Time Card Game foi anunciado pelo fabricante Upper Deck.
Em 2004, a Activision em cooperação com as companhias Plan-B Toys e Radioactive Clown lançaram a "Call of Duty: Series 1", uma linha de figuras de acção que inclui três soldados americanos e três alemães da Segunda Grande Guerra. Enquanto que as figuras dos soldados americanos foi feita em 2004, a Plan-B Toys descontinuou mais tarde a figura de um Nazi da Guarda SS baseado na figura de Totenkopf do jogo original Call of Duty.
Em 2008, a McFarlane Toys criou uma parceria com a Activision para produzir figuras para os jogos Call of Duty. A primeira série da McFarlane Toys foi lançada em Outubro de 2008 e consiste em quatro figuras diferentes: Marine com lança-chamas, Infantaria Marine, British Special Ops e Marine com Metrelhadora.

### Curtas-metragens
O primeiro filme, Find Makarov, é um filme feito por fãs não-cânone. O video foi bem recebido pelos fãs e pela Activision que contactou a We Can Pretend que subsequentemente produziu um segundo filme, Operation Kingfish.
Find Makarov: Operation Kingfish é um filme feito por fãs. Foi produzido pela We Can Pretend com efeitos visuais de The Junction e endorsado pela Activision. Conta a história sobre como o Capitão Price foi parar ao Gulag russo antes dos eventos de Modern Warfare 2.

### Filme
Em 6 de novembro de 2015, após o lançamento de Black Ops III, o The Hollywood Reporter informou que a Activision Blizzard lançou um estúdio de produção chamado Activision Blizzard Studios e está planejando um universo cinematográfico de Call of Duty em 2019. Em 16 de fevereiro de 2018, foi anunciado que Stefano Sollima dirigirá o filme. Dias depois, ele disse ao Metro UK que está considerando ter Tom Hardy e Chris Pine como protagonistas do filme. Em uma entrevista com FilmSlash, Sollima afirmou que o filme será um filme de soldado real, não um filme de guerra. Em 27 de novembro de 2018, foi anunciado que Joe Robert Cole escreveria a sequência. As filmagens do primeiro filme deveriam começar a ser filmadas na primavera de 2019 para um lançamento em 2020 ou 2021. Em fevereiro de 2020, Sollima revelou em uma entrevista que o filme havia sido suspenso por não ser a prioridade da Activision.

## Call of Duty Endowment
A Call of Duty Endowment (CODE) é uma fundação sem fins lucrativos criada pela Activision Blizzard para ajudar veteranos militares a encontrarem emprego. A fundação contribui com $1 milhão para várias organizações de veteranos. A primeira doação, de $125,000, foi dada à Paralyzed Veterans of America (Veteranos Paralisados da América).
Em Março de 2010, CODE presenteou a Marinha americana com 3,000 copias de Call of Duty: Modern Warfare 2, cerca de $180,000 em valor. As cópias foram distribuídas por 300 navios e submarinos assim como outras bases por todo mundo.

## Controvérsias
Call of Duty: Modern Warfare 2 no lançamento teve uma série de assuntos controversos. Mais significativamente, o nível "No Russian", que fazia o jogador experimentar um massacre de civis em um aeroporto russo.

## Recepção
| Jogo                                  | GameRankings                                                                 | Metacritic                                                                      |
| ------------------------------------- | ---------------------------------------------------------------------------- | ------------------------------------------------------------------------------- |
| Call of Duty                          | (PC) 91.52% (PSN) 78.83% (XBLA) 72.80% (N-Gage) 67.88%                       | (PC) 91/100 (PSN) 78/100 (XBLA) 72/100                                          |
| Call of Duty 2                        | (X360) 89.78% (PC) 87.57%                                                    | (X360) 89/100 (PC) 86/100                                                       |
| Call of Duty 3                        | (XBOX) 82.73% (X360) 82.36% (PS2) 82.17% (PS3) 80.78% (Wii) 69.16%           | (XBOX) 83/100 (X360) 82/100 (PS2) 82/100 (PS3) 80/100 (Wii) 69/100              |
| Call of Duty 4: Modern Warfare        | (X360) 94.16% (PS3) 93.54% (PC) 92.29% (Wii) 78.50%                          | (X360) 94/100 (PS3) 94/100 (PC) 92/100 (Wii) 76/100                             |
| Call of Duty: World at War            | (X360) 85.57% (PS3) 85.11% (PC) 84.65% (Wii) 83.59%                          | (PS3) 85/100 (X360) 84/100 (PC) 83/100 (Wii) 83/100                             |
| Call of Duty: Modern Warfare 2        | (X360) 93.57% (PS3) 93.42% (PC) 87.84%                                       | (X360) 94/100 (PS3) 94/100 (PC) 86/100                                          |
| Call of Duty: Black Ops               | (PS3) 88.36% (X360) 87.56% (Wii) 81.47% (PC) 78.10% (NDS) 73.67%             | (PS3) 88/100 (X360) 87/100 (PC) 81/100 (Wii) 80/100 (NDS) 74/100                |
| Call of Duty: Modern Warfare 3        | (X360) 88.49% (PS3) 88.10% (PC) 81.24% (Wii) 69.25%                          | (X360) 88/100 (PS3) 88/100 (PC) 78/100 (Wii) 70/100                             |
| Call of Duty: Black Ops II            | (WIIU) 86.07% (X360) 85.53% (PS3) 82.57% (PC) 79.17%                         | (X360) 83/100 (PS3) 83/100 (WIIU) 81/100 (PC) 74/100                            |
| Call of Duty: Black Ops: Declassified | (Vita) 33.21%                                                                | (Vita) 33/100                                                                   |
| Call of Duty: Strike Team             | (iOS) 71.8%                                                                  | (iOS) 71/100                                                                    |
| Call of Duty: Ghosts                  | (PS3) 80.73% (PS4) 78.31% (XONE) 77.40% (X360) 76.64% (WIIU) 70.83% (PC) 62% | (PS4) 78/100 (XONE) 78/100 (X360) 73/100 (PS3) 71/100 (WIIU) 69/100 (PC) 68/100 |
| Call of Duty: Advanced Warfare        | (PS4) 83.50% (XONE) 82.88% (PC) 75.57%                                       | (PS4) 83/100 (XONE) 81/100 (PC) 78/100                                          |